# Кармелло, Кэроли
Кэроли Кармелло (англ. Carolee Carmello, род. 1 сентября 1962, Олбани, США) — американская актриса и певица, наиболее известная благодаря участиям в бродвейских мюзиклах.

## Биография
Кэроли Кармелло родилась 1 сентября 1962 года в Олбани. Обучалась в Государственном нью-йоркском университете в Олбани. Дебютировала в 1989 году, исполнив небольшую роль в мюзикле «Город ангелов». В 1999 сыграла Люсиль Франк, ведущего женского персонажа мюзикла «Парад», основанного на биографии Лео Макса Франка. Шоу получило в основном положительные отзывы. Кармелло была номинирована на «Тони», а также выиграла премию «Драма Деск» в номинации «Лучшая актриса мюзикла».
В 2006 году исполнила одну из главных ролей, Габриэль де Лионкур, в мюзикле «Лестат», за которою была номинирована на премии «Тони» и «Драма Деск». С 2001 играет Донну Шеридан в «Mamma Mia!». В 2010 году была номинирована как лучшая актриса второго плана на «Драму Деск» и Outer Critics Circle Award за игру в мюзикле «Семейка Аддамс».
Замужем за актёром Греггом Иделменом. Имеет двух детей.

## Роли в мюзиклах

### Национальные туры
- «Большая река»
- «Шахматы»
- «Отверженные»

### Бродвей
- 11 декабря 1989 — 19 января 1992, «Город ангелов» — Маргарет, Донна, Ули
- 29 апреля 1992 — 27 июня 1993, «Фальцеты» — Корделия
- 14 августа 1997 — 14 июня 1998, «1776» — Абигейл Адамс
- 9 ноября 1997 — 2 января 2000, «Алый Первоцвет» — Маргарита Ст. Джаст
- 17 декабря 1998 — 28 февраля 1999, «Парад» — Люсиль Франк
- 18 ноября 1999 — 30 декабря 2001, «Целуй меня, Кэт» — Лилли/Катарина
- 20 сентября 2001 — 18 января 2004, «Urinetown» — Пенелопа
- 18 октября 2001 — наст. время, «Mamma Mia!» — Донна Шеридан
- 25 апреля 2006 — 28 мая 2006, «Лестат» — Габриэль де Лионкур
- 8 апреля 2006 — 31 декабря 2011, «Семейка Аддамс» — Элис
- 20 апреля 2011 — наст. время, «Действуй, сестра» — мать-настоятельница

### Офф-Бродвей
- 1991 год — «I Can Get It for You Wholesale» — Рути
- 1993 год — «Снова привет» — молодая жена
- 1995 год — «John & Jen» — Джен
- 2000 год — «A Class Act» — Люси

## Фильмография
| Год       |   | Русское название                    | Оригинальное название             | Роль          |
| --------- | - | ----------------------------------- | --------------------------------- | ------------- |
| 1996—1998 | с | Remember WENN                       | Remember WENN                     | Мапл Ламаш    |
| 1999      | с | Фрейзер                             | Frasier                           | Джоди         |
| 2001      | с | Закон и порядок                     | Law & Order                       | Джанис Уайли  |
| 2003      | с | Закон и порядок: Специальный корпус | Law & Order: Special Victims Unit | Сильвия Прайс |
| 2004      | с | Эд                                  | Ed                                | Эди           |
| 2005      | ф | I Will Avenge You, Iago!            | I Will Avenge You, Iago!          | Эми           |

## Награды и номинации
| Год  | Награда                    | Категория                                               | Результат |
| ---- | -------------------------- | ------------------------------------------------------- | --------- |
| 1999 | Тони                       | Лучшая актриса за мюзикл «Парад»                        | Номинация |
| 1999 | Драма Деск                 | Лучшая актриса за мюзикл «Парад»                        | Победа    |
| 2006 | Тони                       | Лучшая актриса второго плана за мюзикл «Лестат»         | Номинация |
| 2006 | Драма Деск                 | Лучшая актриса второго плана за мюзикл «Лестат»         | Номинация |
| 2010 | Драма Деск                 | Лучшая актриса второго плана за мюзикл «Семейка Аддамс» | Номинация |
| 2010 | Outer Critics Circle Award | Лучшая актриса второго плана за мюзикл «Семейка Аддамс» | Номинация |